# Козмьюк, Марьюс
Марьюс Василе Козмьюк (рум. Marius Vasile Cozmiuc; 7 сентября 1992, Сучава, Румыния) — румынский гребец (академическая гребля), серебряный призёр Олимпийских игр 2020 в заезде двоек, участник Олимпийских игр 2012 и Олимпийских игр 2016, чемпион мира, двукратный чемпион Европы.